# Clemens Lothaller
Clemens Lothaller (Bécs, 1963. május 8. –) osztrák orvos-űrhajós.

## Életpálya
A bécsi orvosi egyetemen 1989-1991 között doktori diplomát szerzett. Két alkalommal készítették fel a világűrben történő szolgálatra. Első alkalommal 1989. október 6-tól részesült űrhajós kiképzésben. A Szojuz TM–13 programjában indult a Mir űrállomásra az első osztrák űrhajós, Franz Artur Viehböck, hogy végrehajtsa a megtervezett (mérési, kutatási) programot. Clemens Lothaller tartalék kutató-pilóta feladatot kapott. Űrhajós pályafutását 1991. október 10-én fejezte be. Második alkalommal 1992-ben az ESA egyik kiválasztott űrhajós jelöltje lett, hogy amerikai űrrepülőgépen teljesítsen feladatot. Ebben a programban is tartalék szerepet kapott. 1998-tól saját orvosi (ideg) praxist folytat.